# Vương Khải (sinh năm 1963)
Vương Khải (tiếng Trung giản thể: 王凯, bính âm Hán ngữ: Wáng Kǎi, sinh tháng 4 năm 1963, người Hán) là tướng lĩnh Quân Giải phóng Nhân dân Trung Quốc. Ông là Trung tướng Quân Giải phóng Nhân dân Trung Quốc, Ủy viên Ủy ban Trung ương Đảng Cộng sản Trung Quốc khóa XX, hiện là Tư lệnh Quân khu Tây Tạng. Ông từng là Phó Tư lệnh Lục quân Chiến khu Tây Bộ; Quân đoàn trưởng Tập đoàn quân 13 Lục quân Trung Quốc.
Vương Khải là đảng viên Đảng Cộng sản Trung Quốc, có sự nghiệp đa phần ở lục quân miền Tây Trung Quốc, từng chi huy một trong những đội ngũ cứu trợ, cứu nạn động đất Tứ Xuyên năm 2008.

## Sự nghiệp
Vương Khải sinh tháng 4 năm 1963 tại chuyên khu Mi Sơn, nay là địa cấp thị Mi Sơn, tỉnh Tứ Xuyên, Cộng hòa Nhân dân Trung Hoa. Ông lớn lên và tốt nghiệp phổ thông ở Mi Sơn, đến cuối năm 1980 thì nhập ngũ Quân Giải phóng Nhân dân Trung Quốc, phục vụ ở Lục quân Quân khu Thành Đô. Ông hoạt động lần lượt là chiến sĩ, tiểu đổi trưởng, trung đội trưởng, tiểu đoàn trưởng, trung đoàn trưởng, lữ đoàn trưởng bộ binh của Tập đoàn quân 13. Những năm 2000, ông là Sư đoàn trưởng Sư đoàn 37, trong năm 2008, tại sự kiện động đất Tứ Xuyên, ông đã chỉ huy Sư đoàn 37 tới Bắc Xuyên, khu vực bị ảnh hưởng nặng nề nhất của trận động đất này để cứu hộ, cứu nạn, và sư đoàn của ông là những người đầu tiên tiến đến tâm chấn của huyện Ánh Tú. Sang năm 2009, Vương Khải được bổ nhiệm làm Tham mưu trưởng Tập đoàn quân 14, được trao giải thưởng "5.12", là hình mẫu quốc gia về cứu trợ động đất và giảm nhẹ thiên tai Trung Quốc. Tháng 7 năm 2013, ông được phong quân hàm Thiếu tướng Lục quân, nhậm chức Quân đoàn trưởng Tập đoàn quân 13, rồi chuyển chức làm Quân đoàn trưởng Tập đoàn quân 77 khi hệ thống tổ chức quân đội địa phương được cải tổ vào năm 2016. Tháng 4 năm 2017, ông nhậm chức Phó Tư lệnh Lục quân Chiến khu Tây Bộ, tham gia sự kiện 70 Quốc khánh Cộng hòa Nhân dân Trung Hoa và nhận kỷ niệm chương hoạt động này năm 2019.
Tháng 3 năm 2021, Vương Khải được phong quân hàm Trung tướng, được điều tới Tây Tạng, bổ nhiệm làm Tư lệnh Quân khu Tây Tạng cấp phó chiến khu. Giai đoạn đầu năm 2022, ông được bầu làm đại biểu tham gia Đại hội Đảng Cộng sản Trung Quốc lần thứ XX từ đoàn Quân Giải phóng và Vũ cảnh. Tại đại hội, ông được bầu làm Ủy viên Ủy ban Trung ương Đảng Cộng sản Trung Quốc khóa XX.

## Lịch sử thụ phong quân hàm
| Quân hàm |             |             |  |  |  |  |  |  |  |  |  |
| Cấp bậc  | Thiếu tướng | Trung tướng |  |  |  |  |  |  |  |  |  |
|          |             |             |  |  |  |  |  |  |  |  |  |